# Anarcho-Syndicalist Review
L'Anarcho-Syndicalist Review (anciennement le Libertarian Labor Review) est un magazine anarchiste américain, publié trois fois par an, traitant .

## L'histoire
Le magazine a été co-fondé en 1986 par Sam Dolgoff. Le premier numéro de la revue est paru le 1er mai 1986. Entre autres, il a été publié par Sam Dolgoff comme Libertarian Labor Review aux États-Unis, qui a décidé de renommer lui-même au vingt-cinquième numéro en Anarcho-Syndicalist Review afin d'éviter toute confusion avec la droite libertarienne . Le siège se trouve à Philadelphie.
ASR publie des rapports sur le mouvement syndical international, des débats et des analyses sur des stratégies d'organisation syndicale, une série, non-finie, explorant la théorie économique anarchiste, des articles sur certains aspects de l'histoire de l'anarcho-syndicalisme, et une longue section commentaires. Le site internet de l'ASR inclut des listes complètes de contenus sur tous ces sujets.